# Antonio Curri
Antonio Curri (Alberobello, 9 ottobre 1848 – Napoli, 16 novembre 1916) è stato un architetto, decoratore e pittore italiano.
Personalità rilevante dell'architettura a Napoli nell'Ottocento, numerose sono le sue opere sia ad Alberobello, suo paese nativo che a Napoli, sua città di lavoro.

## Biografia
Antonio Curri nacque ad Alberobello nel piccolo palazzetto a cummersa del 1831 tra Piazza del Popolo (ex Piazza della Vittoria o Vittorio Emanuele II) e la Piazza 27 maggio 1797 (ex Piazza delle Erbe) da Porzia Greco di Alberobello e da Tommaso Curri, capomastro di Alberobello, secondo di otto figli.
Antonio Curri si sposò a Napoli con Maria Giovanna Rongo ma non ebbero figli. 
Di carattere vivace, fu scolaro ribelle; fu inviato da giovane a Martina Franca per prendere lezioni di disegno e subì il richiamo delle camicie rosse garibaldine.
Si trasferì a Napoli nel 1865 per frequentare l'Accademia di Belle Arti. Diplomatosi nel 1869, tornò ad Alberobello, dove realizzò il Palazzo Perta del 1875 nel Corso Nazione attuale Vittorio Emanuele. Due anni dopo, però, fece ritorno a Napoli, dove si stabilì definitivamente ed incominciò a lavorare ed insegnare all'Accademia. I suoi rapporti con il paese natio non furono mai interrotti in quanto il suo intimo amico Nicola Agrusti, nominato sindaco (1879-1889) gli affido diversi incarichi, quali la facciata della chiesa matrice, la progettazione del nuovo cimitero, l'asilo e la circovalazione. Nel 1916, pochi mesi prima della morte, gli sarebbe stata assegnata la cattedra di architettura decorativa presso l'Istituto Artistico-Industriale.

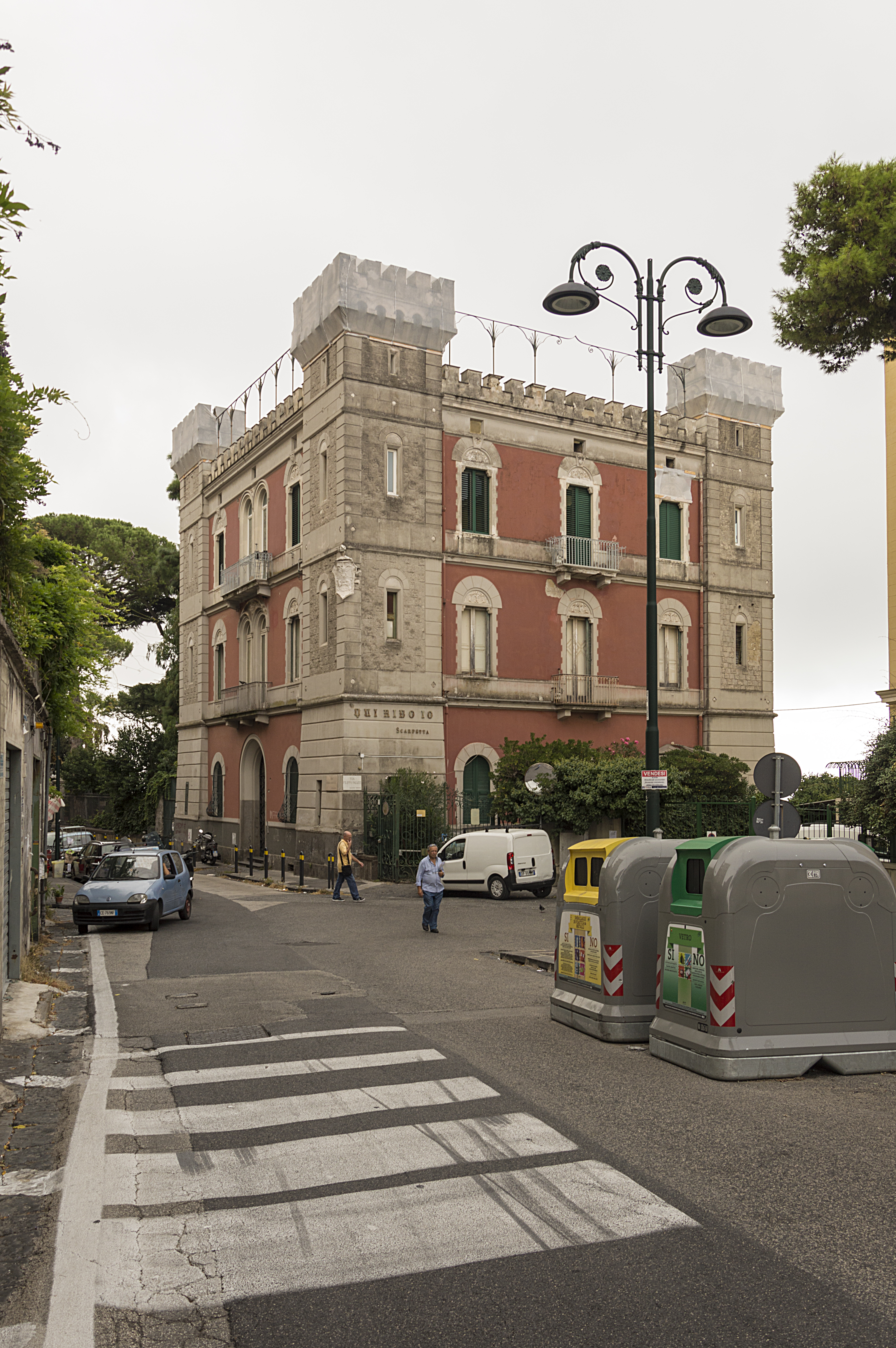
Villa La Santarella

Fra le sue prime opere vi sono la decorazione della facciata del Duomo dell'Assunta (1874), le decorazioni della Galleria Umberto I (1887-1891, in collaborazione con Ernesto di Mauro e su progetto di Emanuele Rocco), il restauro delle decorazioni del Teatro San Carlo (con Eduardo Dalbono). In questo periodo presentò anche una serie di progetti, alcuni dei quali premiati; in particolare quello per il restauro della facciata del Duomo, all'Esposizione nazionale di belle arti a Napoli nel 1877 (non gradito però alla critica contemporanea). Decorò poi le sale del più antico caffè di Napoli tuttora in attività, il celebre Gambrinus, opera che resta la più famosa in quest'ambito.
Fra le opere del Curri architetto si segnalano il restauro della cupola e dell'interno di San Domenico Soriano, la cappella dei fratelli Palizzi al Cimitero di Poggioreale, il progetto e la realizzazione di alcune dimore signorili fra cui Palazzo Crispi e Villa La Santarella. Fuori città, decorò a Sarno il prospetto di palazzo Bouchy e rifece la decorazione del municipio, mentre a Santa Maria Capua Vetere realizzò il Teatro Garibaldi ispirandosi all'Opéra Garnier di Parigi. Il Curri lavorò anche a Roma, nella chiesa dell'Immacolata e al padiglione della Campania, Basilicata e Calabria per l'Esposizione internazionale d'arte del 1911. Per quest'ultimo lavoro diresse un gruppo comprendente, fra gli altri, l'architetto Alfonso Guerra, i pittori Paolo Vetri, Vincenzo Volpe e Giuseppe De Sanctis e lo scultore Francesco Jerace.

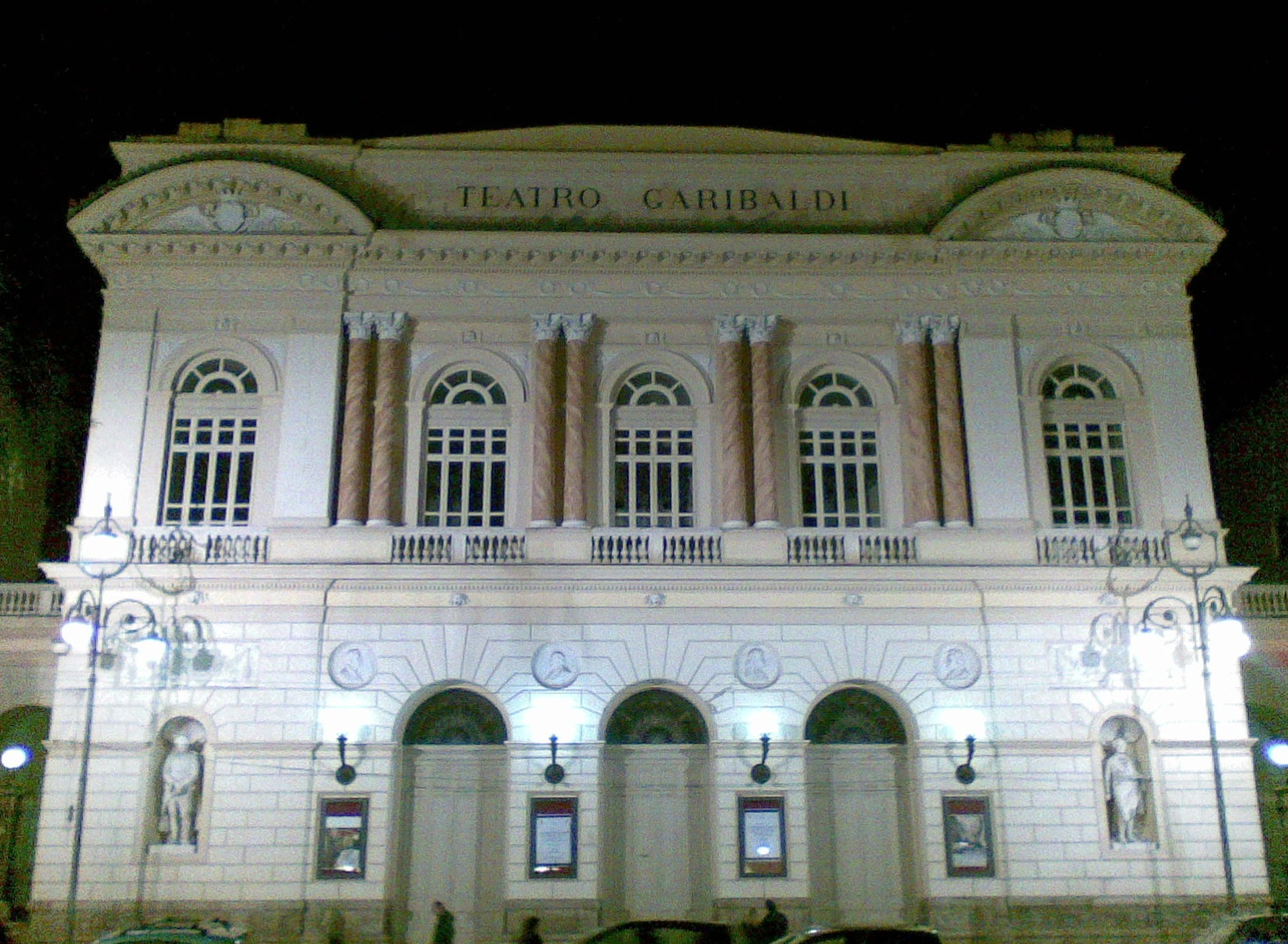
Teatro Garibaldi di Santa Maria Capua Vetere.

Del Curri pittore si ricordano in particolar modo il disegno della culla offerta dal Comune di Napoli all'allora principe ereditario Vittorio Emanuele, un ciborio in argento per la chiesa matrice di Torre Annunziata e numerosi quadri. Tra di essi spicca un dipinto realizzato in occasione del giubileo papale, raffigurante lo svolgimento dell'arte cristiana dalle catacombe a San Pietro.

## Opere
Ad Alberobello:
- Chiesa dei Santi Cosma e Damiano;
- Cimitero nuovo;[6]
- Obelisco dedicato ad Alberobello, situato in Piazza del Popolo;
- Palazzo Agrusti, situato nel Corso principale Vittorio Emanuele II e in piazza Giuseppe Di Vagno;
- Completamento del Municipio costruito dal padre Tommaso Curri;
- Villa-Casino Curri (non più fruibile perché lottizzato).
- A Roma:
- Chiesa Santa Maria Immacolata all’Esquilino in via Emanuele Filiberto (progetto).

A Napoli:
- ristrutturazione e decorazione del Caffè Gambrinus (a cui diede anche il nome);[7][8]
- decorazioni della Galleria Umberto I;[9]
- Teatro Garibaldi di Santa Maria Capua Vetere, soprannominato il "piccolo San Carlo", realizzato dal 1889 al 1896, e inaugurato il 12 aprile 1896.